# Рошано
Рошано (італ. Rosciano) — муніципалітет в Італії, у регіоні Абруццо,  провінція Пескара.
Рошано розташоване на відстані близько 140 км на схід від Рима, 55 км на схід від Л'Аквіли, 22 км на південний захід від Пескари.
Населення — 3889 осіб (2014).
Покровитель — Sant'Eurosia di Jaca.

## Демографія
Населення за роками:

Станом на 1 січня 2023 року в муніципалітеті офіційно проживав 81 іноземець з 19 країн, серед них 37 громадян країн Євросоюзу та 3 громадяни України.

## Сусідні муніципалітети
- Аланно
- Чепагатті
- К'єті
- Маноппелло
- Ноччано
- П'янелла